# Mai Henrik
Mai Henrik (May Henrik, Nagytapolcsány, 1816 körül – Budapest, Terézváros, 1906. június 28.) bölcseleti és orvosdoktor, főreáliskolai tanár, Mai Manó fényképész édesapja.

## Élete
May József és Reisz Rozália fiaként született, Budán végezte középiskoláit. A prágai egyetemen orvosi tudományokat hallgatott és orvosdoktor lett; majd a pesti egyetemen bölcseletdoktori oklevelet szerzett; azután a budai főreáliskola tanára volt az 1850-es és 1860-as években. Saját intézete is volt Pesten, ahol 1879-től nyugalomban élt. Könyvtárából 1879-ben fia, Mai Ignác antikvárius üzletet nyitott Budapesten. Elhunyt 1906. június 28-án este 1/2 12 órakor tüdőhurutban, a Kozma utcai izraelita temetőben helyezték végső nyugalomra (5. parcella, 36. sor, 30. sírhely) Neje Éliás Klára volt.

## Munkái
- Der Erzvater im Byzantischem Reiche, oder Teresis pädeutischer Allegorie. Pest, 1855.
- A korszellem hajdanában. Eredeti költői szinmű négy felvonásban. Budapest, 1894.